# Charles Simon (musicien)
Pour les articles homonymes, voir Simon et Charles Simon.
Charles Simon, né le 27 décembre 1788 à Bordeaux et mort le 31 mai 1866 à Paris, est un organiste français. À la basilique de Saint-Denis, il est le premier titulaire de l'orgue reconstruit par Aristide Cavaillé-Coll.

## Biographie
Prosper-Charles Simon naît à Bordeaux le 27 décembre 1788,.
Il étudie auprès de Franz Beck, chef d'orchestre du grand théâtre de Bordeaux, et devient dès 1802 organiste titulaire de l'abbatiale Sainte-Croix de Bordeaux. De 1807 à 1825, il est en poste à la basilique Saint-Seurin, puis fait partie d'une musique militaire avant de se perfectionner à Paris avec Antoine Reicha. 
Charles Simon tient l'orgue de la basilique Notre-Dame-des-Victoires et devient en 1827 professeur d'orgue et d'harmonie à la Maison royale des Dames de la Légion d'honneur à Saint-Denis. La même année, il est nommé inspecteur et vérificateur des orgues auprès du ministère de la Justice et des Cultes.
En 1840, il est nommé titulaire du nouvel orgue Cavaillé-Coll de la basilique Saint-Denis,.
Il inaugure l'orgue de la Cathédrale Saint-Pierre-Saint-Paul-et-Saint-André de Saint-Claude en 1844 et fait partie d'une commission pour évaluer l'amélioration de l'orgue de la cathédrale du Mans en 1846.
Entre 1844 et 1852, Simon est aussi organiste au palais royal du Luxembourg. Il est élu à l'Institut historique de France en 1847, nommé chevalier de l'ordre de Saint-Sylvestre en 1854, puis chevalier de la Légion d'honneur en 1858.
Surnommé « le Rossini de l'orgue », son talent pour l'improvisation à l'orgue est reconnu et son jeu loué pour la variété et la richesse de ses effets,.
Charles Simon est en quelque sorte l'organiste officiel du deuxième tiers du XIXe siècle en France. Il est l'auteur en 1863 d'un Nouveau manuel complet de l'organiste, publié chez Roret, deuxième volume d'un ouvrage initié par Georges Schmitt, et réalise de nombreuses expertises et inaugurations d'orgue sur le territoire, à la cathédrale de Tulle (orgue Abbey, 1839), à Limoges (orgue Daublaine-Callinet, 1842), la cathédrale de Saint-Claude (orgue Daublaine-Callinet, 1844), la cathédrale de Perpignan (orgue Cavaillé-Coll, 1857) et cathédrale de Digne (orgue Cavaillé-Coll, 1865), notamment.
Il meurt le 31 mai 1866 à Paris,.

## Distinctions
- Chevalier de l'ordre de Saint-Sylvestre
- Chevalier de la Légion d'honneur (1858)